# 楞厳寺 (刈谷市)
楞厳寺（りょうごんじ）は、愛知県刈谷市にある曹洞宗の寺院。山号は神守山。本尊は釈迦牟尼仏。

## 歴史
室町時代中期の応永20年（1413年）、遠江国浜松にある普済寺の利山義聡によって創建された。利山義聡は応永10年（1403年）に海会寺を開いたが、境内が手狭なために新たに当寺を開いたのである。
離縁されて近隣に住んでいた於大の方（徳川家康の生母）が、たびたび当寺を参詣している。第7世である古堂周鑑の際に、刈谷城主である水野家の菩提寺となった。境内には水野家廟所がある。近代には碧海郡元刈谷村にあり、現在は刈谷市天王町にある。

## 文化財

### 県指定文化財
- 絹本著色伝通院画像[2]

### 市指定文化財
- 絹本著色水野忠重画像[3]
- 絹本著色華陽院画像[3]
- 伝通院調度品[3]
- 水野家廟所（史跡）[3]

## 所在地
所在地
- 愛知県刈谷市天王町6-7

アクセス
- 名鉄三河線 刈谷市駅より徒歩で約15分。